# Merete Mærkedahl
Merete Damgaard Mærkedahl (født 27. december 1981) er en dansk skuespiller. Hun er uddannet fra Skuespillerskolen ved Aarhus Teater i 2009. Hun medvirker i tv-serien Badehotellet.
I 2020 deltog hun i sæson 17 af Vild med dans. Hun dansede med den professionelle danser Thomas Evers Poulsen. Parret vandt sæsonen.
I semifinalen i sæson  20 af Vild med dans er Mærkedahl gæstedommer.

## Filmografi

### Tv-serier
| År        | Titel        | Rolle             | Noter     |
| --------- | ------------ | ----------------- | --------- |
| 2014-2024 | Badehotellet | Otilia - stuepige |           |
| 2020      | Sommerdahl   | Alice             | 1 episode |
| 2020      | Rør ved mig  | Ejendomsmægler    |           |
| 2020      | Far          | Sanne             |           |

### Film
| År   | Titel          | Rolle | Noter |
| ---- | -------------- | ----- | ----- |
| 2022 | Fædre og mødre | Lis   |       |

## Teater
| År   | Titel                      | Rolle            | Instruktør                        | Sted                 |
| ---- | -------------------------- | ---------------- | --------------------------------- | -------------------- |
| 2009 | Spring Awekening           | Wendla           | Elisabeth Linton                  | Aalborg Teater       |
| 2009 | Syg ungdom                 | Lucy             | Elisa Kragerup                    | Aalborg Teater       |
| 2010 | Håndværkerne               | Karola           | Thomas Bendixen                   | Aalborg Teater       |
| 2010 | Guys and Dolls             | Sarah Brown      | Mikala Bjarnov                    | Aalborg Teater       |
| 2010 | Dansk design               |                  | Clemens Bechtel                   | Aalborg Teater       |
| 2010 | Troldmanden fra Oz         | Dorothy          | Vibeke Wrede                      | Aalborg Teater       |
| 2011 | Hellig trekongers aften    | Viola            | Runa Hodne                        | Aalborg Teater       |
| 2011 | Evig ung                   | Merete Mærkedahl | Heinrich Christensen              | Aalborg Teater       |
| 2011 | Bavian                     | Solbær           | Mina Johanneson                   | Aalborg Teater       |
| 2012 | Jeg er jo lige her         | Stewardesse      | Mina Johanneson                   | Aalborg Teater       |
| 2012 | Inden jeg fylder 67        | Nathalie         | Thomas Müller                     | Aalborg Teater       |
| 2012 | Glasur                     | Rapperpigen      | Kasper Sejersen                   | Aalborg Teater       |
| 2013 | Kirsebærhaven              | Dunjasha         | Alexa Ther                        | Aalborg Teater       |
| 2013 | En kort en lang            | Anne             | Niclas Bendixen                   | Aalborg Teater       |
| 2013 | Snedronningen              | Gerda            | Kim Bjarke                        | Aalborg Teater       |
| 2014 | Cabaret                    | Gretchen         | Rolf Heim                         | Aalborg Teater       |
| 2014 | Alice i eventyrland        | Alice            | Heinrich Christensen              | Aalborg Teater       |
| 2015 | Ein bisschen freiden       |                  | Mina Johannesen                   | Aalborg Teater       |
| 2015 | En kort en lang            | Anne             | Niclas Bendixen                   | Nørrebro Teater      |
| 2015 | Vi elsker og ved ingenting | Hannah           | Lydia Bunk                        | Aalborg Teater       |
| 2016 | Sommer i Tyrol             | Lenerl           | Rolf Heim                         | Aalborg Teater       |
| 2017 | Gummi T.                   | Lotte            | Mina Johannesen                   | Aalborg Teater       |
| 2017 | Hair                       | Chrissy          | Victor Kramer                     | Aalborg Teater       |
| 2017 | Slagballe Banke            | Emillja          | Hans Rønne                        | Godsbanen Århus      |
| 2018 | Hjørring Revyen 2018       |                  | Tom Jensen                        | Vendsyssel Teater    |
| 2018 | West Side Story            | Anita            | Rune David Grue                   | Aalborg Teater       |
| 2019 | Hokus pokus                |                  | Anders Lundorph                   | Det kongelige teater |
| 2019 | Esbjerg Revyen 2019        |                  | Michel Castenholt                 | Esbjerg Musikhus     |
| 2020 | Stormene                   | Lene             | Anders Lundorph                   | Vendsyssel Teater    |
| 2021 | Cirkusrevyen 2021          |                  | Lisbet Dahl                       | Teltet på Bakken     |
| 2022 | Cirkusrevyen 2022          |                  | Lisbet Dahl/Joy-Maria Frederiksen | Teltet på Bakken     |
| 2023 | Cirkusrevyen 2023          |                  | Joy-Maria Frederiksen             | Teltet på Bakken     |